# Pristimantis polemistes
Pristimantis polemistes é uma espécie de anfíbio caudado da família Strabomantidae. Está presente na Colômbia. A UICN classificou-a como vulnerável.